# Paul MacCready
Paul B. MacCready (New Haven, 25 settembre 1925 – Pasadena, 28 agosto 2007) è stato un ingegnere statunitense.

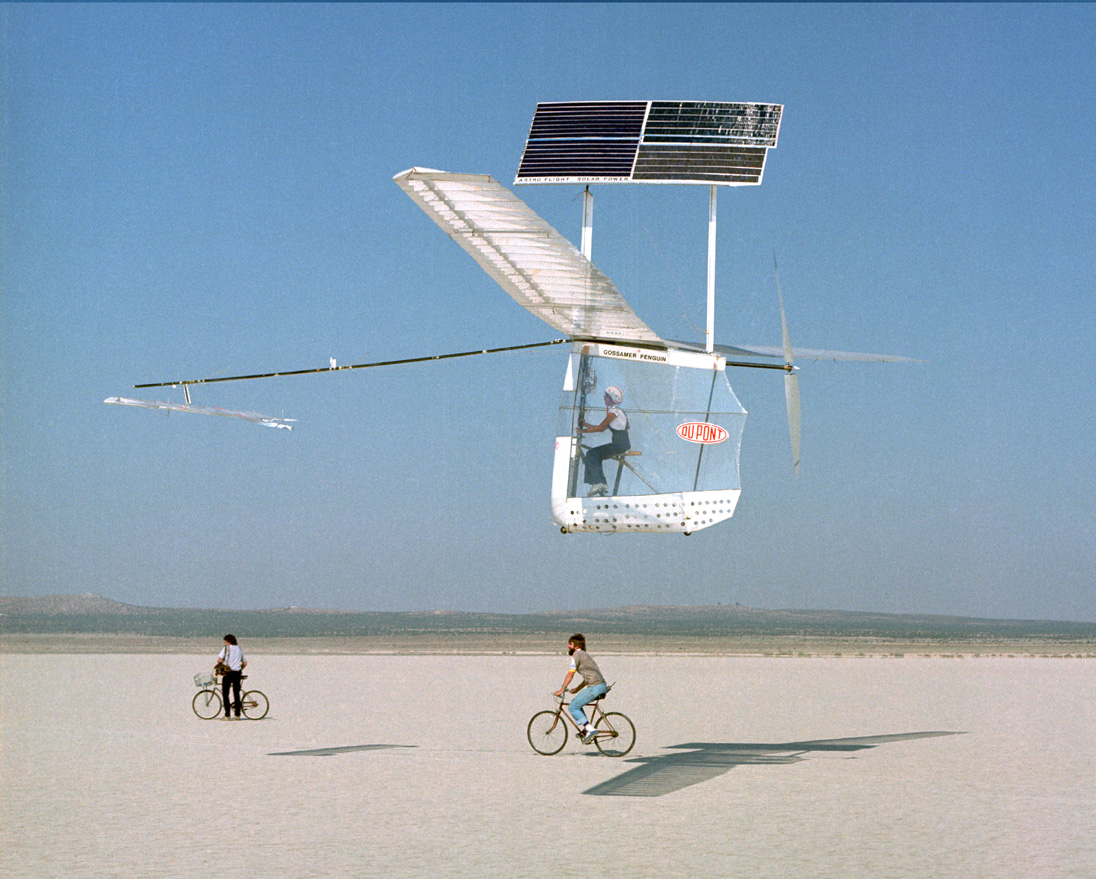
Il Gossamer Penguin, un aereo a propulsione ibrida solare-umana, in volo nel 1979.

Interessato in modo particolare alle problematiche ambientali legate all'efficienza dei mezzi di locomozione aerea, è ricordato principalmente per aver progettato e costruito gli aeroplani a propulsione umana Gossamer Condor (vincitore nel 1977 del premio Kremer per essere stato il primo velivolo del suo genere a volare con successo), Gossamer Albatross (vincitore nel 1979 del secondo premio Kremer per essere stato il primo aeroplano a pedali a completare la trasvolata della Manica) e dei velivoli a propulsione solare Gossamer Penguin, AeroVironment Solar Challenger ed Helios (quest'ultimo un aeromobile a pilotaggio remoto sperimentale realizzato in collaborazione con la NASA).
L'azienda AeroVironment, Inc., da lui fondata nel 1971, è attiva nel campo della tecnologia ecosostenibile e dell'innovazione ad alta efficienza energetica.